# Gedeon Richter
Gedeon Richter (ur. 23 września 1872 w Ecsédzie, zm. 30 grudnia 1944 w Budapeszcie) – węgierski farmaceuta i przedsiębiorca żydowskiego pochodzenia, założyciel koncernu Gedeon Richter. Pionier współczesnego przemysłu farmaceutycznego.

## Życiorys
Urodził się w miejscowości Ecséd na północnych Węgrzech. Po śmierci rodziców w 1873 dorastał w mieście Gyöngyös, gdzie od 1890 pracował jako stażysta farmaceutyczny. W 1895 otrzymał dyplom z farmakologii na Uniwersytecie Budapeszteńskim z wysoką oceną. Po studiach przez kolejne dwa lata podróżował po Europie, badając sposoby wytwarzania leków w aptekach i firmach farmaceutycznych. W 1901 zakupił istniejącą do dziś aptekę Pod Orłem w Budapeszcie, wytwarzającą leki organoterapeutyczne. W 1907 w dzielnicy Kőbánya wybudował pierwszą na Węgrzech firmę farmaceutyczną. Fabryka Richtera odniosła sukces rynkowy głównie dzięki produkcji aspiryny (pod nazwą Kalmopyrin) oraz odkażających tabletek nadtlenku wodoru (Hyperol), opatentowanych w 1912. Oba produkty odegrały znaczącą rolę podczas I wojny światowej. Przed wybuchem II wojny światowej firma posiadała 24 zarejestrowane patenty.

### II wojna światowa
Na początku II wojny światowej sieć farmaceutyczna miała 10 filii obecnych na 5 kontynentach. W 1942 został usunięty ze stanowiska dyrektora generalnego i przez krótki czas był objęty zakazem wstępu do fabryki ze względu na obowiązujące wówczas na Węgrzech antysemickie prawo. Nadal jednak kierował firmą z pomocą zaufanego personelu ze swojego prywatnego domu. W sierpniu 1944 władze zezwoliły mu na powrót do firmy i pracę w charakterze konsultanta; został on również wyłączony spod Ustawy Żydowskiej. Po dojściu do władzy Strzałokrzyżowców w październiku 1944 ukrywał się w ambasadzie Szwecji wraz z żoną i ponad tysiącem innych Żydów, dzięki pomocy Raoula Wallenberga. Mimo okazji opuszczenia Budapesztu i przeniesienia się do Szwajcarii nie zdecydował się na to, nie chcąc opuścić firmy. W grudniu 1944 został aresztowany podczas łapanki i rozstrzelany wraz z innymi Żydami. Jego ciało wrzucono do Dunaju.

## Spuścizna
Po wojnie fabryka została odbudowana, a firma znacjonalizowana; jej nazwę zmieniono na Kőbányai Gyógyszerárugyár. W 1972 z okazji setnych urodzin Richtera wybito pamiątkowy medal i umieszczono tablicę przy aptece Pod Orłem. Zakład powrócił do dawnej nazwy w 1980. Węgierski skarb państwa nadal dysponuje częścią akcji przedsiębiorstwa stanowiącego strategiczne znaczenie dla gospodarki. Richter stworzył pierwszą kompozycję organoterapeutyczną podnoszącą ciśnienie krwi, ekstrakt hormonu nadnerczy (adrenalinę) oraz Kalmopyrin i Tonogen, które są nadal stosowane w medycynie. W jego domu rodzinnym w Ecsédzie mieści się obecnie szkoła, a pokój, w którym się urodził, pełni funkcję siłowni. Symboliczny grób Gedeona Richtera znajduje się w Lugano.

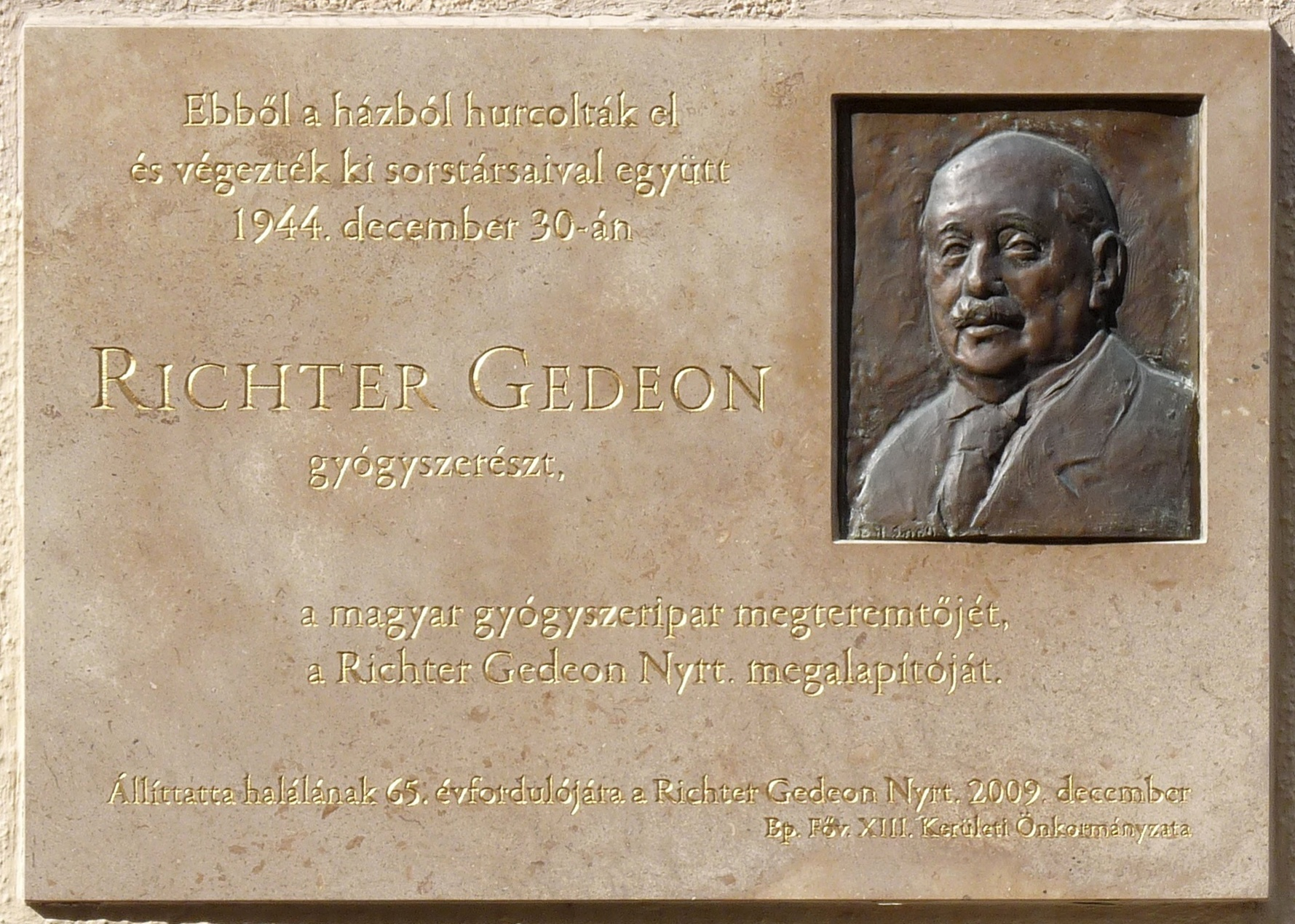
Tablica upamiętniająca Gedeona Richtera na ścianie domu, w którym został stracony

## Życie prywatne
W 1902 ożenił się z Anną Winkler, pochodzącą z Segedynu córką producenta drewna. Małżeństwo miało jednego syna, László, urodzonego w 1903, który ukończył studia chemiczne na Politechnice Federalnej w Zurychu i podobnie jak ojciec związał się z przemysłem farmaceutycznym.